# 馬哈吉盧河
19°41′00″S 45°22′23″E / 19.68333°S 45.37306°E

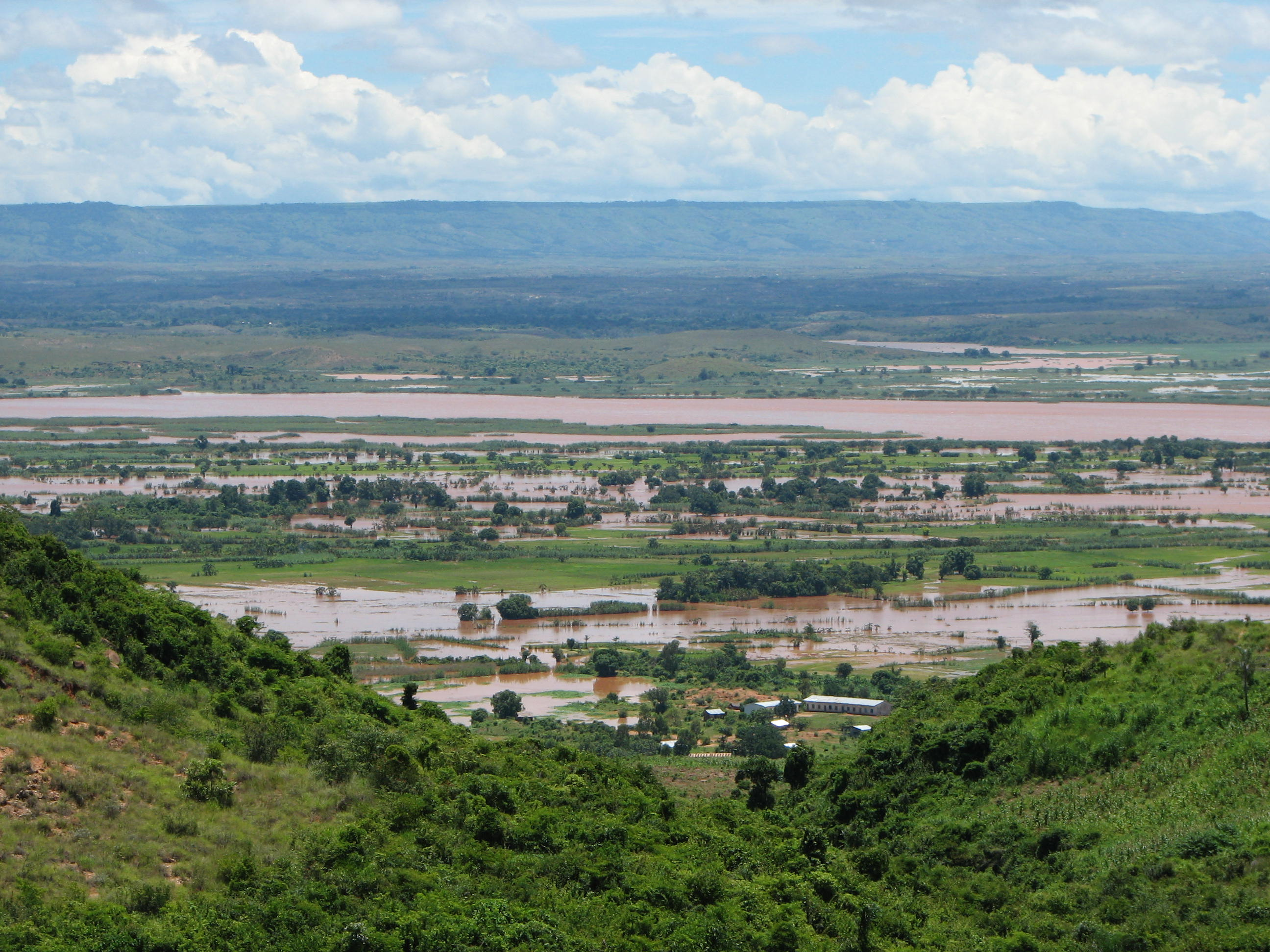

馬哈吉盧河，是馬達加斯加的河流，位於該國西部，由梅納貝區負責管轄，河道全長260公里，流域面積14,375平方公里，最終注入齊里比希納河。